# Brimin Kipruto
Brimin Kipruto, född den 31 juli 1985 i Korkitony, Keiyo Kenya, är en kenyansk friidrottare (hinderlöpare).
Kipruto slog igenom vid OS 2004 där han blev silvermedaljör. Vid VM 2005 i Helsingfors blev Kipruto bronsmedaljör. En ännu bättre placering blev det vid VM i Osaka 2007 där Kipruto vann loppet före två kenyanska landsmän.
Kipruto deltog vid Olympiska sommarspelen 2008 där han vann guld på 3 000 meter hinder.
Den 22 juli 2011, när han deltog i Diamond League, förbättrade han det afrikanska rekordet på 3 000 meter hinder och var 1/100 sekund från att slå världsrekord.

## Personliga rekord
- 3 000 meter - 7.47,33
- 3 000 meter hinder - 7.53,64